# Lista de personagens da série 3D de Samurai Shodown
Esta é uma lista de personagens fictícios que fazem aparição na série Samurai Shodown. Todos os personagens inclusos nesta lista são exclusivos dos jogos da série 3D de Samurai Shodown.
Personagens que tiveram aparições fora da série são considerados notáveis e terão um artigo próprio.

## Personagens

### Angelica
Angelica (アンジェリカ, Anjerika) é uma das novas personagens introduzidas na série pelo jogo Samurai Shodown: Edge of Destiny.
Ela foi criada como uma assassina para uma organização desconhecida. Ela tentou fugir de seus beneficiários mas foi autorizada para viver pelo seus perseguidores. Para ter certeza de sua segurança e de sua possível liberdade, Angelica recebe duas missões: trazer de volta Suzuhime e uma espada que era considerada tesouro e achar um sucessor samurai digno de ser líder deles. Ela obedece mas é relutante deixar o lado do líder deles.

### Black Hawk
Black Hawk (ブラック・ホーク, Burakku Hōku) é um dos novos personagens introduzidos na série pelo jogo Samurai Shodown: Edge of Destiny.
Ele é um guerreiro nativo americano que foi ordenado por um shamã da sua aldeia de viajar para o Japão. Ele vai para lá para encontrar o assassino de seu pai — fato acontecido em algum ponto do passado — para vingar seu pai.

### Claude
Claude (クロード, Kurōdo) é um dos novos personagens introduzidos na série pelo jogo Samurai Shodown: Edge of Destiny.
Ele é um guarda de um reino estrangeiro quem foi expulso das terras do Japão junto com Suzuhime 10 anos antes da história do jogo começar. Percebendo que eles talvez nunca mais vejam seu antigo lar novamente e sofrendo de amnésia, ele adota a cultura da terra e começa a treinar kendo para tornar-se um monge respeitado. Uma noite, ele foi atacado por alguém que vinha de sua terra natal. Curioso, ele começa uma jornada saindo de sua residência para investigar.

### Daruma
Daruma (陀流磨, Daruma) é um personagem que faz participação somente em Samurai Shodown: Warriors Rage (Playstation).
Tendo 60 anos de idade, Daruma é um ancião que já foi um duelista legendário, já aniquilou uma família infama inteira usando armas de uma mão. Quando ele está em Ritenkyo, ele age como o parente substituto de Ran Po e Minto. Um dia, quando Daruma retornou a Ritenkyo, ele percebeu uma deterioração da cidade (violência, roubos e homicídios tinha virado coisas do dia-a-dia na cidade) e resolve assumir sua identidade antiga para punir as causas deste caos: o grupo The Three Blades of Domination (formado por Mikoto, Oboro e Tohma Kuki)

### Draco
Draco (ドラコ, Dorako) é o mid-chefe do jogo Samurai Shodown: Edge of Destiny.

### Gallows
Gallows (ガロス, Garosu) é um dos personagens novos introduzidos na série pelo jogo Samurai Shodown: Edge of Destiny.
Ele é o líder de seu bando honorável de viquingues que velejam pelos mares procurando por aventuras e tesouros. Vários anos antes dos eventos do jogo começar, sua esposa, Agnes, foi embora de sua casa numa viagem para outro país e nunca mais voltou. Ouvindo que uma mulher parecida com ela foi encontrada em algum lugar do Japão, ele traça uma viagem com seus parceiros para encontrá-la.

### Garyo the Whirlwind
Garyo the Whirlwind (つむじ風の臥龍, Tsumujikaze no Garyō) ("Whirlwind", tornado, é um apelido que ele ganhou) é um personagem que só participa do jogo Samurai Shodown: Warriors Rage (Playstation).
Ele é o líder de seu próprio grupo de bringandes que viajam pelo Japão. Apesar de temer sair do campo rural do país, ele é um homem de bom coração que honra profundamente seus parceiros. Por causa de uma regime feita pelo "Three Blades of Domination", ele foi preso belo shonugate. Ele consegue fugir da prisão mas todos os seus seguidores são mortos por Tohma Kuki — exceto um, Chobisuke. Enfurecido, Garyo e seu parceiro de braço direito vão para Ritenkyo por duas razões: vingar-se pelo seu grupo e roubar sua "noiva", Mikoto, dos aposentos de Tohma.
No ending dele, ele derrota Tohma mas esconde isto de Mikoto. Após ver o amor genuíno dela por Tohma, ele desiste de suas intenções iniciais e vai embora. Para compensar sua decisão, ele rouba o cavalo de Tohma e também o seu burro para Chobisuke.
Garyo usa um punhal estilisado do ferro, que ele raramente usa, preferindo usa ataques sequenciados para aproveitar ao máximo de sua velocidade. Quando ele finalmente usa sua arma, ele segura a bainha com a sua boca. Ele também usa de uma bainha de bambu para atirar dardos. Apesar de ele aparentar de ser armado com uma mão, ele mantém seu braço esquerdo dentro a sua yukata como um sinal de status.

### Golba
Golba (ゴルバ, Goruba) é o chefe final do jogo Samurai Shodown: Edge of Destiny. Ele é o primeiro chefe da série a não ter atributos demoníacos.

### Hanma Yagyu
Hanma Yagyu (柳生 磐馬, Yagyū Hanma) é um personagem que participou somente dos dois primeiros jogos da série 3D de Samurai Shodown: Samurai Shodown 64 e Samurai Shodown: Warriors Rage
Ele é um inventor expert do clã Yagyu. Um dia, ele foi ordenado pelo seus superiores de observar um certo clã rival. Para fazê-lo, ele entrou em tal clã usando o disfarce de guarda-costas da princesa. A princesa instantaneamente viu que Hanma era um homem prazeroso por causa de seu sorriso que sempre estava a seu rosto e o definiu como seu guarda-costas pessoal. Contudo, um dia, o pai da princesa ordenou que Hanma fosse investigar o misterioso mestre de fantoches.
Um pouco antes de ele ir embora, ele criou uma versão robótica dele mesmo, chamado Karakuri Hanma para ter certeza da segurança da princesa. Apesar disso, no seu exagero de zelo pela princesa, ele cometeu um erro na programação, causando que ele a ataque. Percebendo o ocorrido, ele foi forçado a destruir sua própria criação e voltar para resgatá-la.

### J
J é um dos personagens novos introduzidos na série pelo jogo Samurai Shodown: Edge of Destiny.
10 anós após os eventos do jogo, J foi um marinheiro que foi expulso das costas litorais do Japão. Para sobreviver, ele aprendeu a forjar espadas e amarosamente chama a dele de Elvis. Ele eventualmente conhece e se apaixona com uma geisha e tenta comprar sua liberdade, insucessivamente. Ouvindo falar sobre uma recompensa para quem detalhar o paradeiro de Suzuhime, ele parte em viagem à procura dela.

### Jin-emon Hanafusa
Jin-emon Hanafusa (花房 迅衛門, Hanafusa Jin'emon) é um personagem exclusivo do jogo Samurai Shodown: Warriors Rage (PlayStation).
Tendo 47 anos, Jin-emon é um samurai veterano leal ao shonugate. Durante seus anos de serviço, ele torna-se amigo de Seishiro Kuki, do pai de Tohma Kuki e Jushiro Sakaki. Junto com Seishiro, ele parte numa missão secreta para acabar as rebeliõs do "Three Blades of Domination". Ele também tem como missão recuperar o desonesto Jushiro. Ao contrário de seu parceiro, ele é simpático com seus alunos e com os menores que ele que vivem em Ritenkyo. Ele tenta ao máximo de si moralizá-los com uma promessa de voltar para casa.
Jin-emon encontra-se com Jushiro no seu ending e ele duelam. Ele perde e faz questão de avisar ao seu amigo dos perseguidores do shonugate. Ele prepara-se para morrer mas Saya consegue curá-lo. Por causa de sua dificuldade falando com mulheres, seu nariz começa a sangra quando ela flerta com ele (uma caricatura anime de arousal).

### Jinbei Sugamata
Jinbei Sugamata (菅又刃兵衛, Sugamata Jinbei) é um dos novos personagens introduzidos na série pelo jogo Samurai Shodown: Edge of Destiny.
Jinbei era um guerreiro aposentado que, um dia, resgatou Suzuhime do mar. Ele a criou até que ela conheceu Takechiyo e fugiu. Jinbei agora está a procura dela.

### Jushiro Sakaki
Jushiro Sakaki (榊 銃士浪, Sakaki Jūshirō) é um personagem que só participou do jogo Samurai Shodown: Warriors Rage (PlayStation).
Tendo 27 anos, Jushiro é um ex-samurai que já foi parte do Governo bakufu. Durante seu serviço como samurai do governo, ele foi mentorado por Kuki e fez amigos com Jin-emon. Ele apaixonou-se com uma samurai chamada Karen. Os sentimentos eram mútuos mas as formalidades e deveres os desencorajaram de seguir em frente com a relação.
Um dia, foi previsto por espiões que a princesa estava correndo perigo por causa de uma tentativa de assassinato de Oboro. Como Karen tinha aparência muito semelhante à da princesa, ela voluntariou-se como sósia dela, criando uma armadilha para Oboro. A despeito dos protestos de Jushiro, a armadilha foi armada. Oboro atacou mas sua força foi muito grande e ele precedeu a matar todos no lugar, incluindo a "princesa" Karen. Jushiro, que chegou ao lugar tarde demais para ajudar, foi acusado como maior suspeito do massacre pelo bakufu, obtendo seu repugnância e deserção da sua classe de samurai.
Ele escapa de seus perseguidores para Ritenkyo onde ele forma o grupo "Atom Rebels" (em português: "Rebeldes do Átomo") com Saya e Rinka Yoshino, um grupo anti-bakufu. Em seu ending, ele derrota Jin-emon num duelo e poupa sua vida.

### Haito Kanakura
Haito Kanakura (七坐 灰人, Kanakura Haito) é um personagem que só participa do jogo Samurai Shodown: Warriors Rage (PlayStation).
Tendo 19 anos, Haito é um viciado em drogas que trabalha ao redor dos bordéis de Ritenkyo como um guarda-costas free-lancer e assassino. Quando ele era uma criança, sua família experenciou preconceito devido à cor da pele e do cabelo deles. Um dos piores insultos desta época foi questionando a cor do sangue da família (implicando que Haito e sua família não eram humanos). Por causa de tal crueldade, ele tem uma preferência à cor vermelha que significa obsessão. Após seu parceiro, Yaci Izanagi, deixar o sindicato do crime, oferecem a Haito uma chance de ir à "terra livre para o oriente" (América). Sabendo que o Razor Trio iria impedí-lo, ele vai para derrotá-los.
Em seu ending, ele morre de efeitos secundários causados pelas drogas.

### Kim Hye-Ryen
Kim (キム ヘリョン, Kimu Heryon) é um dos novos personagens introduzidos em Samurai Shodown: Edge of Destiny.
Kim é um guerreiro coreano que derrotou várias "pessoas más" pelo amor da justiça. Em seu caminho ao Japão, ele encontrou Angelica executando um grupo de homens que foram contratados para tirar sua vida. Ele decide procurar por ela desde que ele tornou-se cauteloso com o mal que a cercava.

### Kirian
Kirian (キリアン, Kirian) é uma das novas personagens à série pelo jogo Samurai Shodown: Edge of Destiny.
Ele é uma habilidoso toureiro que conheceu Charlotte após uma tourada. Ele fica intrigado por ela quando o encontro deles é interrompido por um homem contratado para tomar sua vida. Ele então decide seguí-la, querendo ver com seus próprios olhos o porquê disto.

### Mikoto
Mikoto (命, Mikoto) é uma personagem que foi introduzida na série a partir do jogo Samurai Shodown: Warriors Rage (Playstation).
Ela é a filha de Shiki e Asura, nascida no fim de Samurai Shodown 64: Warriors Rage. Antes de morrer, Shiki deixou sua criança com Nicotine Caffeine e seu estudante, Haohmaru. Ao longo de seu crescimento, Mikoto mostrou habilidades e poderes desumanos. Ela adapta tais poderes em um estilo poderoso de luta que corresponde com a sua segunda personalidade, comumente chamados de "Anjo" e "Demônio", respectivamente. Ela sua seus poderes celestiais para conduzir serviços religiosos e rituais no qual ela foi reverenciada como um símbolo religioso (Shrine Maiden).
Mikoto, envergonhada de seus olhos vermelhos, foge de seu lar, Kokain Shrine. Ela subsequentemente chega em Ritenkyo e, através das intenções de Oboro e sua amizade com Tohma Kuki, junta-se a eles como membro do grupo "Three Blades of Domination". Eventualmente, Haohmaru começa uma viagem para achá-la. Quando ele chega em Ritenkyo, ele mata Oboro e fala a Mikoto de seu patrimônio. Apesar de ela estar grata pelo acontecido, ela decide espera pelo retorno de Tohma em Ritenkyo.
No seu ending, o "Demônio" domina seu lado "Anjo" e derrota Yuda. Contudo, ambos os Asuras acordam instintivamente e matam o seu lado "Demônio", revelando que a escuridão que lhe possuía era o tormento de seus pais, Yuga. A livre Mikoto (ou "Angel" Mikoto) é encorajada pelos espíritos de seus pais a continuar a viver, pelo bem dela e deles.
Mikoto faz outra aparição no jogo Days of Memories: Oedo Love Scroll, e no ending de sua mãe, como bebê, no jogo SvC Chaos: SNK vs. Capcom.

### Minto
Minto (眠兎, Minto) é uma personagem que só participa do jogo Samurai Shodown: Warriors Rage (Playstation).
Tendo 7 anos, Minto é a irmã adotiva de Ran Po e, como ele, é órfã que não entende morais sociais. Contudo, ao contrário de seu irmão, ela é mais extrovertida e é curiosa. Ela é amiga de um garoto chamado Mario, um inventor de objetos que criou sua arma como um presente a ela. Quando Mario a deixa para retornar para sua mestra (Mikoto), Minto o segue.

### Mugenji
Mugenji (無限示, Mugenji) é um personagem que só participa do jogo Samurai Shodown: Warriors Rage (PlayStation).
Tendo 35 anos, Mugenji é um assassino homicidal, que virou insano com sua obsessão anormal por beleza e borboletas. Quando criança, ele foi mal tratado por sua vila pela suas suas excêntricas ações, geralmente indo viver sozinho em campos de flores. Uma garota cega, chamada Ocho (cujo nome significa "borboleta") gradualmente tornou-se amiga dele. Um dia, Ocho animadamente o fala que ele ia visitar um médico para ganhar sua visão. Por duvidosas razões — aparentemente dito de ele ter medo de ela ver sua aparência — ele a estrangula. Acreditando que ele reencarnaria numa borboleta, Mugenji percorre a região, matando a todos que estão em seu caminho.
No seu ending, ele derrota o "Three Blades of Domination" e retorna a um campo cheio de flores e borboletas. Ele então cai, mortalmente ferido. Uma borboleta voa sobre ele e ele a esmaga.

### Oboro
Oboro (朧, Oboro) é o principal antagonista do jogo Samurai Shodown: Warriors Rage (PlayStation) e o líder de Ritenkyo.
Apesar de ele aparentar ter comportamento pacífico e uma aparência que faz jus a isto, ele uma vez foi um ninja que já foi tão respeitado quanto Hanzo Hattori. Ele foi forçado a deixar o clã após Hanzo tê-lo derrotado num duelo. Odiado durante sua alienação, ele aprende mágica negra e reúne várias "armas almadiçoadas". Ele devota a si mesmo ao gosto do buda terreno "Jigen Taishi" — que protege Ritenkyo — e gastou 20 anos planejando a queda do governo. Durante este tempo, ele cria o grupo "Three Blades of Domination" — ou "Razor Trio" — e treina um exército de amazonas habilidosas. Ele tinha como intenção assumir o gosto de seu beneficiador e estabelecer uma nova nação que gire em volta da deidade marcial. Ele também tinha como esperança vingar-se contra Hanzo de toda o seu sofrimento causado por ele.
Oboro usa seus armamentos almadiçoados de encatadora navala e mágica espada controlado por vários espíritos criados pelo perpetuamente modificado "Artes Mágicas de Kakkyo". Pelo fato de Oboro estar alinhado com os demônios, ele pode sofrer dos quaisquer danos que tais demônios sofrerem, mesmo se ele não estiver na imediação genérica.

### Ran Po
Ran Po (乱鳳, Ran Pō, Ran-Po) é um personagem que só participa do jogo Samurai Shodown: Warriors Rage (PlayStation).
Tendo 10 anos, Ran Po é um órfão criado nas ruas de Ritenkyo. Devido à sua criação sem disciplina moral, ele vive puramente seguindo seu instinto e não sabe quando ele está sendo ofensivo ou não. Apesar de não serem relacionados por sangue, ele considera Minto como sua irmã mais nova. Quando ela não aparece na casa deles por dez dias, Ran-Po fica preocupado e vai procurá-la. Ele a encontra com um amigo dela, Mario, e eles retornam para casa.
Ran-Po luta com um martelo de guerra gigante que tem quase o dobro de seu tamanho. Apesar disto, ele consegue atacar seu oponente com o martelo rapidamente. Ele também consegue pular alto e deslizar pelo ar com vários ataques.

### Rinka Yoshino
Rinka Yoshino (吉野 凛花, Yoshino Rinka) é uma personagem que só participa do jogo Samurai Shodown: Warriors Rage (PlayStation).
Tendo 16 anos, originalmente filha de uma família samurai, ela foi mandada para longe isoladamente. Durante seus treinos, sua família foi descoberta e eventualmente dissipada, presumidamente causado pela influência do shonugate. Entendendo tudo, Rinka desenvolve um ressentimento profundo contra o shonugate e todos os seus representantes. Ela residiu sozinha num grupo anti-shonugate sobre Ritenkyo até que ela conhece Jushiro Sakaki e Saya e os três criam o grupo "Atom Rebels". Rinka já tinha conhecido Seishiro que a desafiou a tornar-se mais "mente aberta", uma nova tarefa que ela testa ao longo de sua história. Sua constante companhia é o seu hamster cinza chamado Tetsunosuke, que aparece durante suas poses de vitória e nas cenas de sua história.
Rinka faz outra aparição no jogo Days of Memories: Oedo Love Scroll.

### Saya
Saya (サヤ, Saya, também escrito como 沙耶) é uma personagem que teve como primeira participação na série o jogo Samurai Shodown: Warriors Rage (PlayStation).
Tendo 22 anos, Saya é uma estrangeira de um país desconhecido, treinada pela sua madrasta em Ritenkyo no ideal de assassino. Ela entra como membro do grupo "Atom Rebels", uma facção que visava independência de ambos o governo Bakufu e o reino de ferro do Razor Trio, almejando vingança da morte de sua família.
Após a queda do "Razor Trio", Saya é confrotada por uma ninja feminina que diz ser membra do Razor Trio chamada Benten, que tinha como intenção terminar a missão de matar a família de Saya. Elas lutam uma contra a outra e Saya sai vitoriosa. Benten revela ser a sua madrasta e que também foi mandada por Oboro para assassinar sua família. Contudo, ela perdeu seu marido durante a missão e começou a questionar os motivos das ambições do Razor Trio. Benten insta Saya a matá-la para completar sua vingança. Em vez disso, Saya poupa sua vida e decide tomar conta do resto dos órfãos que residem inabitantes em Ritenkyo, deixando Benten para trás e orgulhosa.
Saya faz outra aparição no jogo Days of Memories: Oedo Love Scroll.

### Seishiro Kuki
Seishiro Kuki (九葵 蒼志狼, Kuki Seishirō) é um personagem que só participa do jogo Samurai Shodown: Warriors Rage (PlayStation), sendo, também, o protagonista deste.
Tendo 17 anos, ele é um dos filhos do clã Kuki que segue os passos de seu pai como líder da guarda Inner do shonugate. Durante sua infância, ele e seu irmão adotado, Tohma, foram ensinados a lutar com uma espada pelo seu pai, que foi um samurai legendário que possuía duas poderosas espadas. Tohma o invejava pelo fato de ele ser filho de sangue do pai deles e matou este último durante uma raiva insana de egoísmo. Seu irmão foi embora com uma das poderosas espadas de seu pai, Kohroh. Anos passados após a morte de seu pai, ele recebe ordens secretas para infiltrar-se em Ritenkyo e aniquilar o grupo "Three Blades of Domination". Ouvindo falar que Tohma é um dos líderes deste, Seishiro parte viagem com um dos amigos de seu pai, Jin-emon Hanafusa, levando com si a outra espada de seu pai, Sei-oh.
No seu ending, ele e seu irmão entram em uma batalha sendo Seishiro o vitorioso. Tohma, cheio de si, o ataca novamente mas tal esforço é feito em vãos. Seishiro pega de volta a espada Kohroh de seu pai de volta e volta para casa, dando continuidade ao legado Kuki.

### Suzuhime
Suzuhime (鈴姫, Suzuhime) é a heroína principal do jogo Samurai Shodown: Edge of Destiny.
Ela é a princesa de um país estrangeiro, virou órfã quando o navio de seus pais foi invadido 10 anos atrás.
Ela chegou às praias do Japão e foi adotada por um daimyo que residia em Amori. Dez anos depois, ela encontrou Takechiyo caído pelo litoral e o curou de seus ferimentos. Após ouvir que o navio em que ele estava tinha colidido com um outro que tinha um certo baú, Suzuhime corre para longe de sua casa dois meses antes dos eventos do jogo começar, à procura de um certo homem.

### Ta Shonmao
Ta Shonmao (ター・ションマオ （大熊猫）, Tā Shonmao, Hanyu Pinyin: Dàxióngmāo), cujo nome significa "panda gigante" quando traduzido, é um personagem que só participa do jogo Samurai Shodown: Warriors Rage (PlayStation).
Tendo 25 anos de idade, ele vem da China e viaja para aperfeiçoar suas habilidades de guerreiro. Ele entre em Ritenkyo como um estrangeiro, confudindo com a terra principal do Japão. Ele teve a chance de ver a fada Nakoruru na floresta e instataneamente torna-se obcecado por ela. Ciumento de qualquer estranho que tente roubá-la, ele luta para afastá-los e "proteger" Nakoruru.
Ele luta com uma réplica anormalmente grande feita de metal de seu braço e tem a habilidade de extrair talons? a pequena distância.

### Taizan Morosumi
Taizan Morosumi (八角 泰山, Morosumi Taizan) é um personagem que só participa do jogo Samurai Shodown: Warriors Rage e sua versão para Neo Geo Pocket Color, Samurai Shodown! 2.
Taizan é um homem que possui poderes para selar o mal, uma habilidade passada por gerações a gerações na sua família. Apesar disto, ele cresce ficando cansado de ter que batalhar demônio e deixa esta vida nas montanhas com sua esposa e filho. Taizan retorna à sua casa um dia e descobre que sua família foi assassinada por Yuga the Destroyer. Enfurecido, mais uma vez ele equipa-se com sua lendária Mizuguki, e parte viagem atrás de vingança. Contudo, enquanto ele luta, ele percebe que ele estava tornando-se no que ele detesta. Ele interrompe sua tarefa e retira-se às montanhas para viver em paz com sua falecida família.
Sua forma Slash usa um pincel de caligrafia grande e sua forma Bust ataca com uma lança. No mesmo estilo do recente jogo da Capcom, Okami, ele escreve palavras e coloca-as em ação. Por exemplo, se ele escrever "vento", seu adversário será acertado por um pequeno tornado momentos depois.

### Takechiyo
Takechiyo (猛千代, Takechiyo) é o personagem principal do jogo Samurai Shodown: Edge of Destiny. Ele é baseado no conceito histórico de samurai-camponês do período Sengoku, a mais famosa e sucessivo exemplo de Toyotomi Hideyoshi.
Ele é um guerreiro em treinamento que uma vez já esteve sob o ensino de Haohmaru. Como seu ídolo, Takechiyo viaja pelo país com esperança de aperfeiçoar seu estilo de luta. Um dia, ele foi salvo por Suzuhime quando ele foi varrido para a praia pelo mar desde o local de naufrágio de seu barco. Dois meses após os eventos do jogo, Suzuhime foge de casa e ele decide procurar por ela. Apesar de ele achar isto um problema, ele vê tal jornada como mais uma chance de melhorar seu desempenho com a espada e seu código de honra.

### Tohma Kuki
Tohma Kuki (九鬼 刀馬, Kuki Tōma) é um personagem que só participa do jogo Samurai Shodown: Warriors Rage (PlayStation).
Tendo 22 anos de idade, ele é um órfão albino que veio a bordo de um navio vindo do ocidente (Europa). Tohma adotado pelo legendário samurai Kuki, e com o objetivo de viver seu legado, Tohma treinou todos os dias desde cedo para tornar-se um samurai verdadeiro e de respeito no futuro. Já que seu pai aparentava gostar mais de Seishiro do que dele, Tohma começou a criar uma inveja contra o seu irmão. Um dia, Tohma matou o seu pai e roubou uma de suas espadas, Kohryo; uma espada que foi dita garantir incrível poder ao seu dono. Mais tarde, ele entrou para o grupo "Razor Trio" com Mikoto e Oboro sob o título de "mais poderoso espadachim". Arrogante com poder, ele coloca seus olhos sobre a espada de Seishiro.
No seu ending e de seu irmão, Tohma perde sua luta contra Seishiro. Ele acorda em Ritenkyo 3 dias após o duelo com Mikoto de seu lado. Ela repassa as mensagens de Seishiro a ele: seu irmão o perdoou e o quer vivo. Tohma percebe o amor de Mikoto por ele e fala de uma terceira espada que é mais poderosa do que as duas que Seishiro tem, que é a própria Mikoto. Ele salta da varanda do castelo, prometendo de retornar como uma "espada melhor" para ambos Seishiro e Mikoto. É implicado que seu salto é uma tentaiva de suicídio mas, por causa de palavras ambíguas no seu roteiro, ele talvez tenha sobrevivido ao estilo de Geese Howard.

### Valter
Valter (ヴァルター, Valutā) é um dos personagens novos introduzidos na série pelo Samurai Shodown: Edge of Destiny
Ele é um cavalheiro do Império Francês e líder do Crimson Lion Knights. Ele foi ao Japão para investigar sobre uma conspiração que era relacionado à Revolução Francesa.

### Yaci Izanagi
Yaci Izanagi (十六薙 夜血, Izanagi Yachi) é um personagem que só participa do jogo Samurai Shodown: Warriors Rage (PlayStation).
Tendo 20 anos de idade, Yaci é um dos mais formidáveis guerreiros duelam nas ruas da ilha-prisão de Ritenkyo. Ele ganha a vida como um guarda-costas freelancer com seu amigo no crime, Haito Kanakura. Sua vida muda quando ele conhece a popular geisha, Tomohime, que eventualmente torna-se seu namorado sob o disfarce Namino. Desejando ter um futuro melhor junto dele, Yaci promete cessar sua vida de crimes e escapar de Ritenkyo com ele. Para completar tal objetivo, ele decide subir socialmente em Ritenkyo e tornar-se tão poderoso quanto o Razor Trio ou o bakufu. Ciente de seus procedimentos, o Razor Trio sequestra Namino e força Yaci salvá-lo.
Ele derruba o Razor Trio no seu ending e se reúne com seu amor. Um homem qualquer, amargo com Yaci por ter jogado Ritenkyo no caos, passa sorrateiramente sobre eles e tenta matá-lo com uma arma. Namino protege Yaci do tiro e Yaci, enfurecido, mata o meliante. Desesperado para manter sua promessa, ele leva Namino ferido para um barco nas costas litorais de Ritenkyo. Para sua tristeza, Namino morre um pequeno período de tempo após eles deixarem a terra firme.

### Yuga the Destroyer
Nota: Já que o sexo de Yuga não é definido na série, nesta seção foi dirigido a ele como se fosse do sexo masculino, somente para melhor e fácil construção do mesmo.
Yuga the Destroyer (壊帝ユガ, Kaitei Yuga), às vezes chamado de "misterioso mestre de fantoches", é o antagonista principal da série 3D de Samurai Shodown, não tendo aparentemente definição de seu sexo.
Sua existência é velada em mistério. Ele é um poderoso feiticeiro que originou de Makai (Mundo dos Demônios). Ele deseja tornar-se um deus da destruição e dominar o mundo. Ciente de que para isto é necessário vários discípulos, ele cria um grande plano. Vinte anos após a ressureição de Amakusa, ele entra no mundo humano e rouba vários bebês dos colos de suas mães. Usando seus poderes, ele os presenteia poderes fantásticos e devolve os bebês, esperando que eles cresçam e amadureçam seus poderes super-humanos e habilidades paranormais. Quando eles alcançam a idade adulta, ele aparece na frente deles, fazendo lavagem cerebral e começa a tratá-los como meros fantoches mágicos, efetivamente criando um poderoso e obediente exército de guerreiros. Junto destes indivíduos de cérebro morto, Yuga obtém Shiki.
Yuga, procurando pela alma gêmea de Shiki, escolhe Haohmaru para completar os requerimentos para uma ressureição perfeita. Como um plano B, ele cria os fantoches Deku (木偶♂, Deku Osu) e Dekuina (木偶♀, Deku Mesu) (sendo "Deku" em japonês para "fantoche" ou "boneco de madeira") como amostras de experiência para o mesmo ritual. Tendo como modelo Haohmaru e Shiki, Yuga os dá força do Netherworld para fabricá-los excepcionalmente fortes. Yuga também cria Gandara (巖陀羅), um fantoche-servo monstruoso e duro composto por restos de milhares de difuntos diferentes, igual ao seu guardião pessoal. Contudo, quando Yuga tenta colocá-la em ação de acordo com seus planos, Gandara entrou numa luta contra Haohmaru e Shiki, que destrói Yuga no corpo magicamente feito por Deku e Dekuina. Apesar da tamanha força de Gandara, o monstro também é destruído pelos irmãos Kazama, Sogetsu Kazama e Kazuki Kazama.
Apesar disto, Yuga aparentemente já presumia sua derrota. Ele subsequentemente ressuscita a si mesmo e a Gandara, e continua com seus planos, fazendo um clone de Asura (Shadow Asura) durante isso. Ele envia seu novo servo para pegar de volta Shiki, mas Shadow Asura acidentalmente se apaixona por ela. Mais tarde, os dois Asuras se juntam e matam Yuga, destruindo seu corpo e o de Gandara. Numa tentativa desesperada de permanecer no mundo mortal, Yuga entra no corpo da filha de Shiki e Asura, Mikoto. Ele então vive como o lado "Demônio" de Mikoto como uma "presença das trevas". Ele quase que consegue ganhar controle total do corpo de Mikoto mas Yuda destrói seu espírito antes que isto aconteça.
Yuga é o chefe final dos jogos Samurai Shodown 64, Samurai Shodown: Warriors Rage, e Samurai Shodown! 2 (sendo personagem secreto neste último título). Gandara não é selecionável mas participa dos jogos Samurai Shodown 64, Samurai Shodown: Warriors Rage, e Samurai Shodown! 2 como sub-chefe. Deku e Dekina também nunca foram selecionáveis e são sub-chefes em Samurai Shodown 64.